# 크립토키티
크립토키티(CryptoKitties)는 캐나다의 스튜디오 대퍼 랩스가 개발한 블록체인 게임이다. 이 게임을 통해 플레이어는 이더리움에서 사용되는 대체 불가능 토큰(NFT)을 매매하고 생성할 수 있다. 이 토큰들은 가상의 고양이로 나타난다. 이 게임의 인기로 인해 2017년 12월 이더리움 네트워크를 혼잡하게 만들었으며 트랜잭션 수가 급증하면서 상당한 속도 저하를 일으켰다.
대퍼 랩스는 액시엄 젠(Axiom Zen)에서 분사된 기업이다. 두 기업 모두 캐나다 밴쿠버에 위치해 있다. 크립토키티는 블록체인을 사용한 최초의 주요 게임이며 레크리에이션 목적으로 설계된 최초의 블록체인 프로젝트의 예시들 가운데 하나이다.

## 같이 보기
- 대체 불가능 토큰